# Dreba-Plothener Teichgebiet
Dreba-Plothener Teichgebiet este o arie protejată (arie specială de conservare — SAC, sit de importanță comunitară — SCI) din Germania întinsă pe o suprafață de 1.038 ha, integral pe uscat.

## Localizare
Centrul sitului Dreba-Plothener Teichgebiet este situat la coordonatele 50°38′41″N 11°45′21″E / 50.6447°N 11.7558°E.

## Înființare
Situl Dreba-Plothener Teichgebiet a fost declarat sit de importanță comunitară în septembrie 2000 pentru a proteja 37 de specii de animale. Situl a fost protejat și ca arie specială de conservare în iulie 2008.

## Biodiversitate
Situată în ecoregiunea continentală, aria protejată conține 10 habitate naturale: Ape stătătoare oligotrofe până la mezotrofe, cu vegetație de Littorelletea uniflorae și/sau de Isoëto-Nanojuncetea, Lacuri eutrofice naturale cu vegetație de tip Magnopotamion sau Hydrocharition, Lacuri și iazuri distrofice naturale, Cursuri de apă de la nivel de câmpie la nivel montan, cu vegetație Ranunculion fluitantis și Callitricho-Batrachion, Formațiuni ierboase bogate în specii de Nardus, dezvoltate pe substraturi silicioase în zone montane (și în zone submontane, în Europa continentală), Pajiști cu Molinia pe soluri calcaroase, turboase sau argilos-nămoloase (Molinion caeruleae), Liziere de ierburi înalte hidrofile de câmpie și de nivel montan până la alpin, Fânețe de joasă altitudine (Alopecurus pratensis, Sanguisorba officinalis), Mlaștini turboase de tranziție și turbării mișcătoare, Păduri aluvionare cu Alnus glutinosa și Fraxinus excelsior (Alno-Padion, Alnion incanae, Salicion albae).
La baza desemnării sitului se află mai multe specii protejate:
- păsări (35): lăcar mare (Acrocephalus arundinaceus), lăcar-de-rogoz (Acrocephalus schoenobaenus), fluierar de munte (Actitis hypoleucos), minunița (Aegolius funereus), pescăruș albastru (Alcedo atthis), rață lingurar (Anas clypeata), rață mică (Anas crecca crecca), rață cârâitoare (Anas querquedula), Anas strepera strepera, fugaci de țărm (Calidris alpina), Charadrius dubius curonicus, barză albă (Ciconia ciconia ciconia), erete de stuf (Circus aeruginosus), ciocănitoare neagră (Dryocopus martius), becațină comună (Gallinago gallinago), Gallinula chloropus chloropus, codalb (Haliaeetus albicilla), sfrâncioc roșiatic (Lanius collurio), sfrâncioc mare (Lanius excubitor excubitor), Luscinia svecica cyanecula, gaia neagră (Milvus migrans), gaia roșie (Milvus milvus), codobatura galbenă (Motacilla flava), vultur pescar (Pandion haliaetus), bătăuș (Philomachus pugnax), ciocănitoare verzuie (Picus canus), Podiceps nigricollis nigricollis, cresteț pestriț (Porzana porzana), Rallus aquaticus aquaticus, pițigoi-pungar (Remiz pendulinus), mărăcinar (Saxicola rubetra), Tachybaptus ruficollis ruficollis, fluierarul de zăvoi (Tringa ochropus), fluierarul cu picioare roșii (Tringa totanus), nagâț (Vanellus vanellus)
- amfibieni (1): triton cu creastă (Triturus cristatus)
- mamifere (1): vidră de râu (Lutra lutra)

Pe lângă speciile protejate, pe teritoriul sitului au mai fost identificate 34 de specii de plante, 6 specii de amfibieni, 4 specii de mamifere, 29 de specii de nevertebrate, 1 specie de reptile.